# Mohamed Khider
Pour les articles homonymes, voir Khider.
 (août 2009).
Si vous disposez d'ouvrages ou d'articles de référence ou si vous connaissez des sites web de qualité traitant du thème abordé ici, merci de compléter l'article en donnant les références utiles à sa vérifiabilité et en les liant à la section « Notes et références ».
Mohamed Khider (en arabe : محمد خيضر), né le 13 mars 1912 à Alger en Algérie et mort assassiné le 3 janvier 1967 à Madrid en Espagne, est militant indépendantiste et un homme politique algérien.

## Biographie

### Des débuts à la guerre d'Algérie
Mohamed Khider est issu d'une famille modeste originaire de Tolga, au nord du territoire de Touggourt (actuelle wilaya de Biskra). Il milite très tôt en faveur de l'indépendance. En 1934, il adhère à l'Étoile nord-africaine (ENA). Le 2 août 1936, il milite au sein du Parti du peuple algérien (PPA). En 1937, il est élu permanent du PPA en qualité de secrétaire du bureau d'Alger et trésorier de la section Alger marine. Mais durant la Seconde Guerre mondiale, le PPA est dissous et ses membres sont traqués : le 28 mars 1941, Mohamed Khider est arrêté pour atteinte à la sécurité de l'État et il reste emprisonné jusqu'en 1944.
Libéré, il est à nouveau arrêté en 1945 après le massacre de Sétif du 8 mai 1945. Libéré en 1946, il est l'un des artisans de la transformation du PPA, qui se divise en deux partis, l'un légal, le Mouvement pour le triomphe des libertés démocratiques (MTLD), l'autre secret, l'Organisation spéciale (OS).
En 1946, il est élu sur la liste du MTLD député d'Alger à l'Assemblée nationale française. Il est nommé membre de la Commission des pensions et le 30 janvier 1948 de la Commission de la famille, de la population, de la santé publique et de la Commission de la presse.
C'est durant cette même année qu'il assiste au Comité central de Zeddine qui donne alors priorité à la lutte armée par la création de l'OS (Organisation spéciale). En avril 1949, il est impliqué dans l'attaque de la poste d'Oran préparée par L'OS et fait alors l'objet d'une demande de levée d'immunité parlementaire.
En juin 1951, à la fin de son mandat, pour éviter une arrestation, il quitte la France pour Le Caire, en Égypte. Il est adjoint à Chadli Mekki, responsable de la section algérienne du bureau du Maghreb. En octobre 1952, lors de l'exclusion de Chadli Melli, Khider prend la direction de la section algérienne du bureau du Maghreb en tant que délégué du MTLD.
Pour venir à bout de la crise qui éclate au sein du MTLD entre les messalistes et les centralistes qui s'affrontent sans merci et pour ressouder le parti, le Comité révolutionnaire d'unité et d'action (CRUA) est créé par ceux qui sont par la suite désignés comme les « neuf historiques » : Mohamed Khider, Mohamed Boudiaf, Mostefa Ben Boulaïd, Larbi Ben M'hidi, Rabah Bitat, Didouche Mourad, Krim Belkacem, Hocine Aït Ahmed et Ahmed Ben Bella. Le 10 octobre 1954, les membres du CRUA fixent la date de l'insurrection au lundi 1er novembre 1954 et créent deux organismes : l'un politique, Le Front de libération nationale (FLN), l'autre militaire, l'Armée de libération nationale (ALN).

### Guerre d'Algérie
Entre 1955 et 1956, Khider se rend dans plusieurs pays européens pour expliquer la cause algérienne et rencontrer un envoyé de Guy Mollet. Il se rend également en juillet 1956 en Libye pour y obtenir un soutien.
Le 20 août 1956, lors du Congrès de la Soummam, la direction politique du FLN est confiée au Conseil national de la Révolution algérienne (CNRA), composé de 34 membres dont Khider. Le 22 octobre 1956, l'avion de la compagnie Air Atlas-Air Maroc qui transporte les dirigeants du FLN (Ahmed Ben Bella, Mohamed Khider, Mohamed Boudiaf, Hocine Aït Ahmed, Mostefa Lacheraf) de Rabat à Tunis est détourné sur Alger par l'armée française. Ils sont mis en état d'arrestation puis emprisonnés, notamment sur l'île d'Aix. En septembre 1958, Khider et ses compagnons sont nommés ministres d'État du Gouvernement provisoire de la République algérienne (GPRA).

### Indépendance de l'Algérie
Libéré en 1962, Mohamed Khider soutient Ben Bella et il devient en septembre secrétaire général et trésorier du FLN. Cependant, des divergences apparaissent avec la politique d'inspiration socialiste que mène Ben Bella. En janvier 1963, Khider affiche des positions conservatrices et islamistes : il soutient la fondation de l'association religieuse El Qiyam, qui appelle à l'application de la charia, et, durant le ramadan, il déclare à la radio que « tout musulman qui ne pratiquerait pas strictement le Ramadan, ne pourrait pas être considéré comme algérien ». Enfin, c'est le penseur et frère musulman égyptien Tewfik El Shawi qui lui rédige ce discours selon ses mémoires.
Khider est en fin de compte contraint à l'exil. À l'abri, depuis Genève, en Suisse, il annonce officiellement son opposition à la dictature du FLN. S'ensuit l'affaire dite du « trésor du FLN », où Ben Bella puis Houari Boumédiène l'accusent d'avoir détourné les fonds du FLN qu'il gérait. Khider déclare d'ailleurs son opposition au coup d'État et au régime autocratique du colonel Boumédiène en 1965. À la tête des fonds du FLN, Mohamed Khider annonce qu'il finance tout projet visant à lutter contre le régime existant. Pour le dépôt de ces fonds, il crée en Suisse avec notamment la participation de François Genoud la Banque commerciale arabe (BCA). Le gouvernement algérien intentera plusieurs procès contre la BCA pour en démontrer l'illégitimité, en vain.

### Assassinat
Le 3 janvier 1967 en Espagne, Mohamed Khider est assassiné à Madrid. Une personne se présente un soir à sa voiture devant chez lui alors qu'il se prépare à partir, et tire plusieurs coups de pistolet qui lui sont fatals. Rabah Boukhalfa, attaché culturel de l'ambassade d'Algérie à Madrid, est interrogé, et un revolver de 9 millimètres avec une balle engagée dans le canon est retrouvée à son domicile.
Il est enterré au Maroc en présence d'Hocine Aït Ahmed et Mohamed Boudiaf.

### Famille
Mohamed Khider est le beau-frère de Hocine Aït Ahmed.

## Décorations
- Ahid de l'ordre du Mérite national d'Algérie.